# Jomfru i det grønne
Jomfru i det grønne (Nigella damascena) er en énårig plante med en opret, forgrenet vækst og endestillede, blå blomster. Arten og sorter af den dyrkes som prydplante i haverne.

## Kendetegn
Jomfru i det grønne er en énårig urt med en opret og forgrenet vækstform. Stænglerne er furede og ganske fint behårede. Bladene sidder spredt, og de er finnede med trådtynde småblade og hel rand. 
Blomstringen foregår i juni-august, hvor man finder blomsterne siddende endestillet på de talrige forgreninger. Hver blomst er omgivet af en krans af trådagtigt snitdelte højblade. Blomsterne er 5-tallige og regelmæssige, dog sådan at alle blosterbladene er farvede (oftest blå, men hvide og lyserøde eksemplarer findes også). Frugtknuden er opsvulmet og meget synlig. Frugten er en kapsel med mange frø.
Rodsystemet er smalt og dybtgående. Det består af en pælerod, der bærer nogle få siderødder.
Planten når en højde på ca. 50 cm og en bredde, der noget mindre.

## Udbredelse
Jomfru i det grønne er naturligt forekommende i Makaronesien, Nordafrika, Mellemøsten, Kaukasus samt det sydlige og østlige Europa. Den findes på ruderater, på marker og langs vejkanter, hvor der er lysåbent og veldrænet. 
I hvedemarkerne på Sicilien findes arten som ukrudtsplante sammen med bl.a. agergåseurt, alm. rajgræs, ærteblomst, bladløs fladbælg, blæresmælde, gul okseøje, gul rasleblomst, hedebjergmynte, Hypochoeris achyrophorus (en art af kongepen), italiensk oksetunge, liden sneglebælg, liden tvetand, mamelukærme, opret hønsetarm, pindsvinkamgræs, porreløg, sandvikke, smalbladet kløver, stor hjertegræs og vild gulerod

## Anvendelse
Frøene af Jomfru i det grønne, nigellafrø, har tidligere været brugt i madlavningen og som naturlægemiddel. Efter opdagelsen af, at planten indeholder giftige alkaloider – først og fremmest damascenin og arecolin, er disse anvendelser dog i aftagende.
I dag bruges planten og de mange frøsorter af den mest som prydplante i haverne.

## Note
1. ↑  Gioachino Ferro: Nuovi datiuovi dati sulla vegetazione segetale della Sicilia e considerazioni sull'all. Secalion (italiensk)